# 6 Lacertae
6 Lacertae, som är stjärnans Flamsteed-beteckning, är en dubbelstjärna belägen i den mellersta delen av stjärnbilden Ödlan. Den har en kombinerad skenbar magnitud på ca 4,52 och är mycket svagt synlig för blotta ögat där ljusföroreningar ej förekommer. Baserat på parallax enligt Gaia Data Release 2 på ca 1,8 mas, beräknas den befinna sig på ett avstånd på ca 1 900 ljusår (ca 570 parsek) från solen. Den rör sig närmare solen med en heliocentrisk radialhastighet av ca -9 km/s. Stjärnan misstänks ingå i stjärnföreningen Lacertae OB1.

## Egenskaper
Primärstjärnan 6 Lacertae A är en blå till vit underjättestjärna  av spektralklass B2 IV. Den har en massa som är ca 12,5 solmassor, en radie som är ca 7 solradier och utsänder ca 34 600 gånger mera energi än solen från dess fotosfär vid en effektiv temperatur av ca 21 200 K.
6 Lacertae utgörs av en enkelsidig spektroskopisk dubbelstjärna med en omloppsperiod av 880 dygn och en excentricitet på 0,3.